# Carnap (Adelsgeschlecht)

Wappen derer von Carnap

Carnap ist der Name einer Kaufmanns- und Ratsfamilie in Barmen und Elberfeld.

## Geschichte
Die Stammreihe beginnt mit Johann Staelgen († nach März 1614), dem Besitzer der erstmals 1466 urkundlich erwähnten Höfe Leimbach und Carnap bei Barmen und Bleichereibesitzer in Barmen. Er heiratete um 1570 Catharina von Carnap. Beider Nachkommen trugen nach dem Familiengut Carnap ab sofort den Familiennamen „von Carnap“. Bereits in der Beyenburger Amtsrechnung von 1466 ist von den abgabepflichtigen Heyne zu Carnap und Goddert zu Carnap die Rede. Die Bezeichnung Carnap stammt aus dem mittelniederdeutschen Wort für Erker bzw. Ausbau.
Die Familie teilt sich in vier Linien:
- Carnap (Haus Bornheim): Preußischer Adels- und Freiherrnstand am 13. September 1825 in Berlin für Gerhard von Carnap-Bornheim, Gutsherr auf Schloss Bornheim. Am 11. Oktober 1845 (ausgestellt in Sanssouci) erfolgte für ihn eine Wappenmehrung.
- Carnap (Elberfeld): Preußische Adelsanerkennung am 9. Februar 1830 für die Nachkommen des 1793 verstorbenen Kaufmanns und Ratsherrn Johann von Carnap. Dies waren der Kaufmann und Gutsbesitzer Karl Friedrich von Carnap und die beiden Brüder Wilhelm von Carnap, Fabrikbesitzer, und Johann Bernhard von Carnap (1799–1836), Kaufmann in Elberfeld und Vater des Peter von Carnap.
- Carnap (Haus Marschwitz): Preußischer Adelsstand am 9. Februar 1898 in Berlin mit Diplom vom 28. April 1898 in Berlin für den königlich preußischen Hauptmann Eugen von Carnap.
- Carnap-Quernheimb: Preußische Namen- und Wappenvereinigung mit denen von Quernheimb am 10. April 1864 in Berlin für den königlich preußischen Hauptmann Georg Karl Hans Werner von Carnap.

Über zwei Generationen konnten zuletzt mit Ober-Steinkirch im Kreis Lauban, hier im Grundbesitz des Oberstleutnants d. R. a. D. Peter von Carnap (1892–1964), und kurzzeitig mit Leschwitz im Kreis Liegnitz Besitzungen in Schlesien gehalten werden.

## Namensträger
- Abraham Peter von Carnap (1766–1838), Kaufmann und Ratsverwandter in Elberfeld
- Carl von Carnap (1790–1869), preußischer Generalmajor
- Christa von Carnap (1921–2010), deutsche Malerin und Keramikerin
- Claus von Carnap-Bornheim (* 1957), deutscher Altertumswissenschaftler
- Ernst von Carnap-Quernheimb (1863–1945), Afrikaforscher
- Georg von Carnap-Quernheimb (1826–1910), preußischer Generalleutnant
- Johann Adolf von Carnap (1793–1871), Oberbürgermeister von Elberfeld
- Johannes von Carnap (1698–1746), Bürgermeister von Elberfeld
- Kaspar von Carnap (Politiker, 1648) (1648–1727), deutscher Politiker, Bürgermeister von Elberfeld
- Kaspar von Carnap (Politiker, 1709) (1709–1768), deutscher Politiker, Bürgermeister von Elberfeld
- Kaspar von Carnap (Politiker, 1755) (1755–1823), deutscher Politiker, Bürgermeister von Elberfeld
- Peter von Carnap (Politiker, 1635) (1635–1693), deutscher Politiker, Bürgermeister von Elberfeld
- Peter von Carnap (Politiker, 1659) (1659–1736), deutscher Politiker, Bürgermeister von Elberfeld
- Peter von Carnap (Politiker, 1669) (1669–1736), deutscher Politiker, Bürgermeister von Elberfeld
- Peter von Carnap (Politiker, 1696) (1696–1760), deutscher Politiker, Bürgermeister von Elberfeld
- Peter von Carnap (Politiker, 1823) (1823–1904), deutscher Gutsbesitzer und Politiker
- Peter Wilhelm von Carnap (1752–1824), deutscher Kaufmann und Politiker, Bürgermeister von Elberfeld
- Wilhelm von Carnap (1680–1749), Bürgermeister von Elberfeld

## Wappen
- Blasonierung des alten Familienwappens: In Silber eine rote, pfahlweise gestellte Pferdepramme. Auf dem rot-silbern bewulsteten Helm wiederholt sich die Pferdepramme. Die Helmdecken sind rot-silbern.[4]

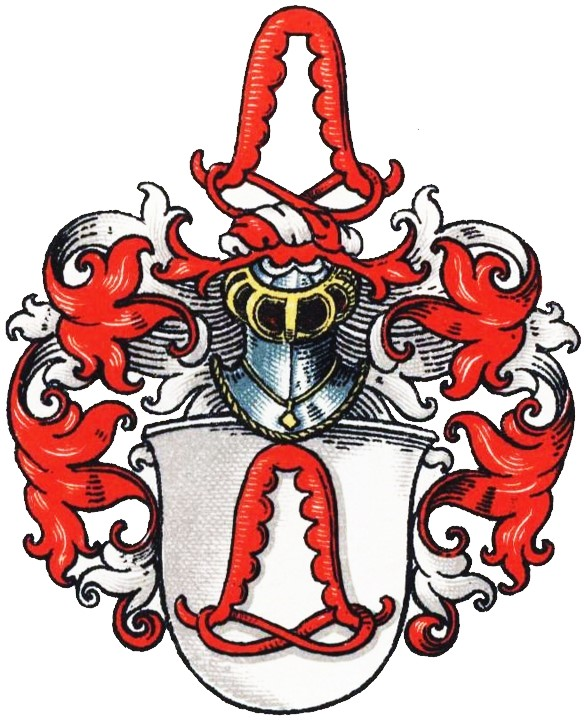
Altes Familienwappen derer von Carnap im Wappenbuch des Westfälischen Adels

- Blasonierung des späteren Stammwappens: Von Silber und Blau geteilter Schild. Oben ein goldener Stern, unten eine silberne Pferdepramme. Auf dem gekrönten Helm mit blau-silbernen Decken fünf (b.-s.-b.-s.-b) Straußenfedern.

Stammwappen derer von Carnap (Wiederholung von oben zum Vergleich)
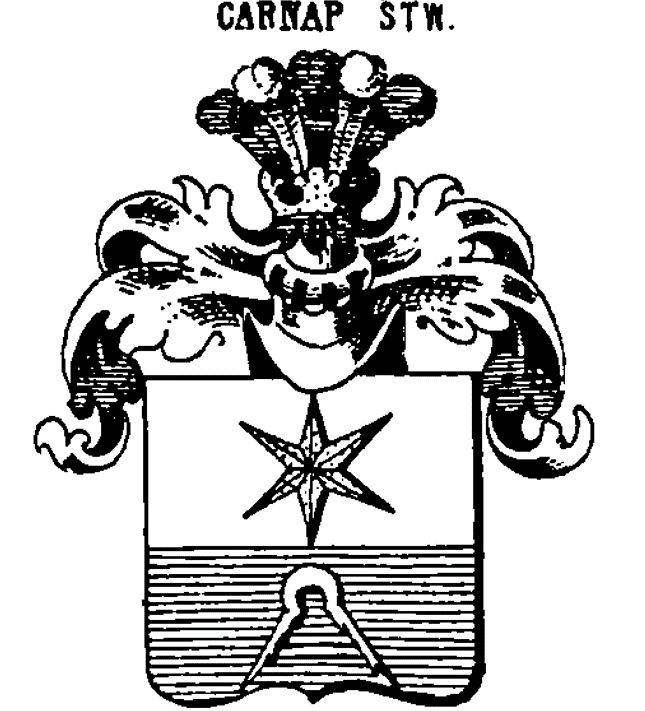
Stammwappen derer von Carnap in Siebmachers Wappenbuch
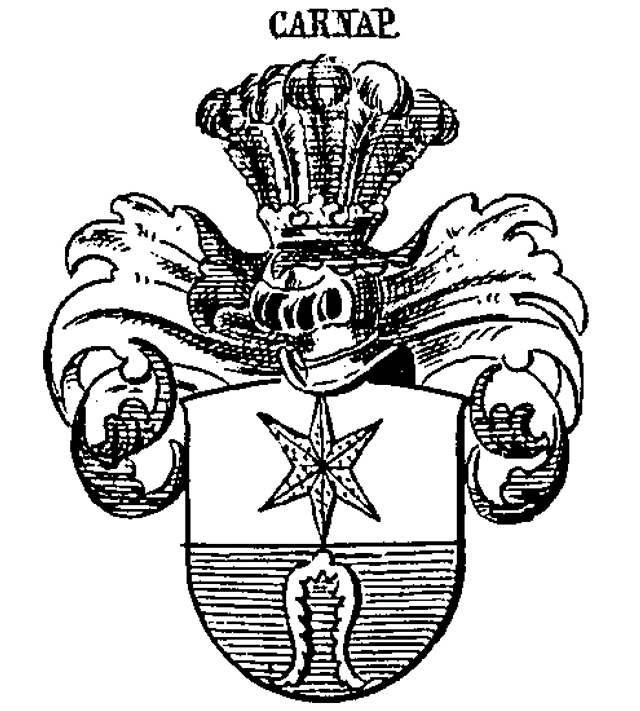
Wappen derer von Carnap in Siebmachers Wappenbuch

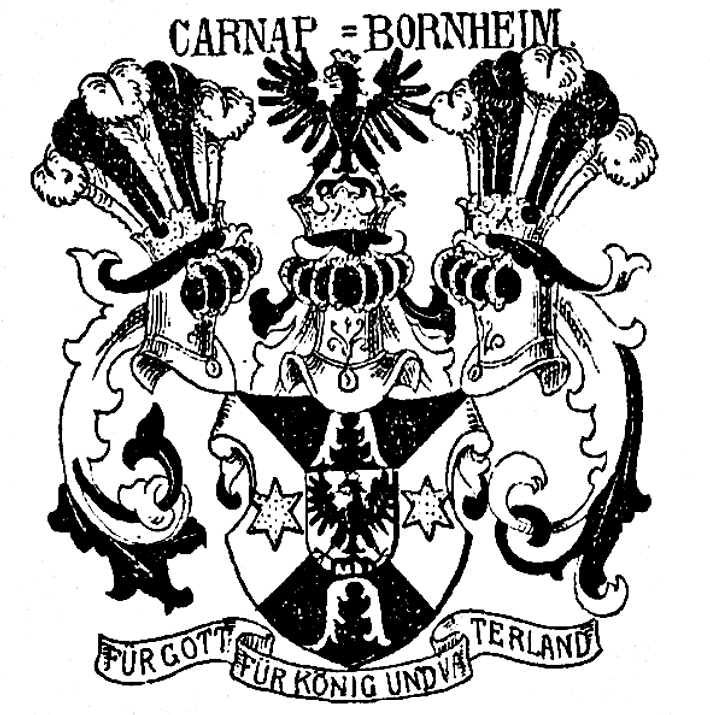
Blasonierung des Freiherrenwappens derer von Carnap a. d. H. Bornheim von 1825: Von Schwarz und Silber geteilt, oben eine silberne Pferdepramme (im Diplom „Schaafzange“), unten ein goldener Stern. Auf dem gekrönten Helm fünf Straußenfedern, abwechselnd silbern und schwarz. Die Helmdecken sind schwarz-silbern.

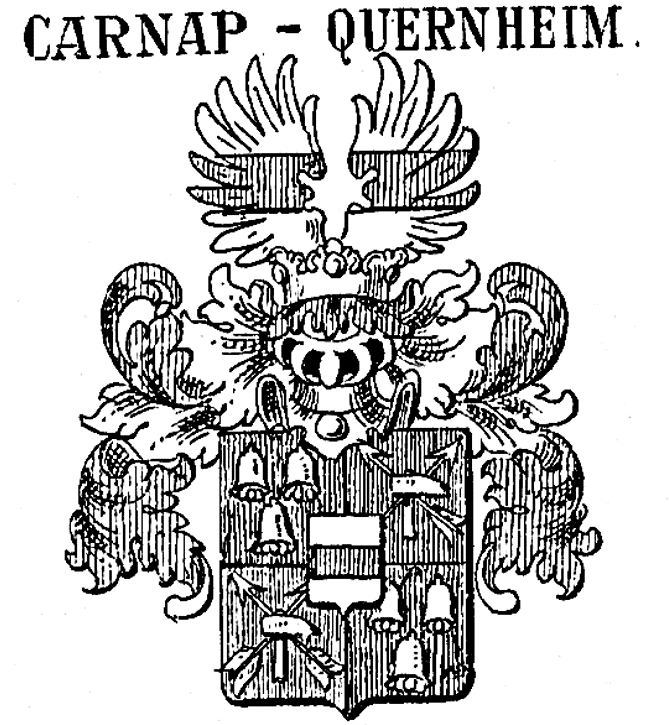
Wappen derer von Carnap-Quernheim

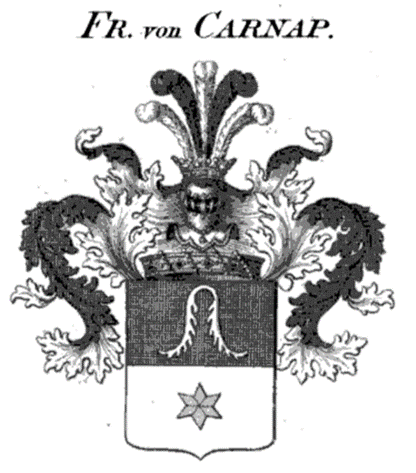
Wappen der Freiherren von Carnap von 1825 im Wappenbuch der Preussischen Monarchie
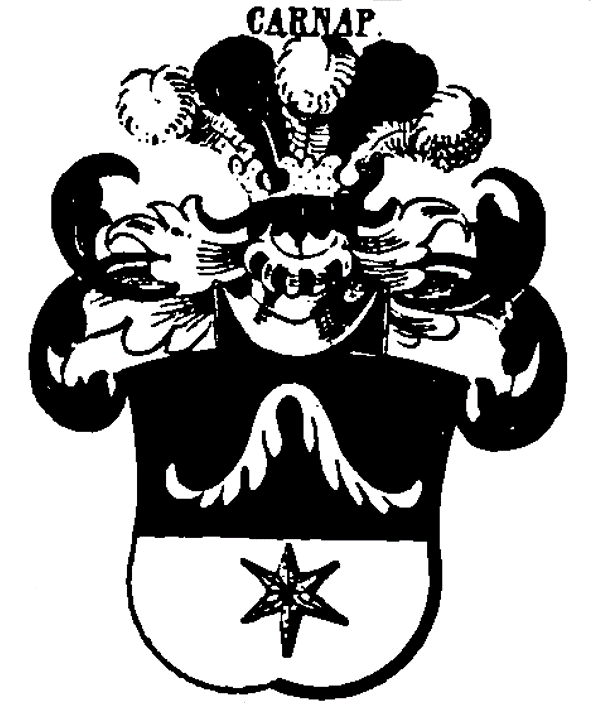
Wappen der Freiherren von Carnap in Siebmachers Wappenbuch
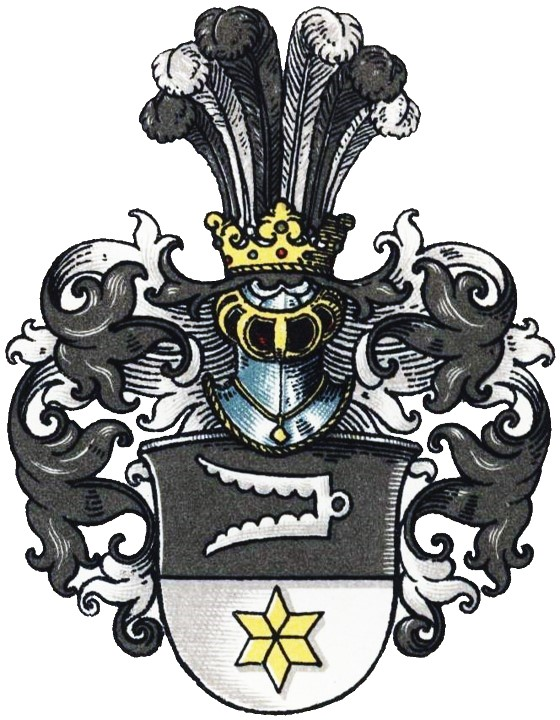
Wappen derer von Carnap bei Spießen im Wappenbuch des Westfälischen Adels
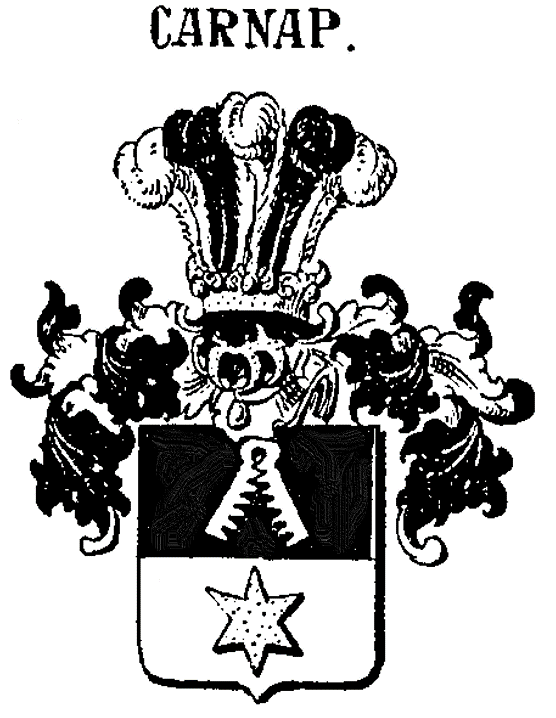
Wappen derer von Carnap in Siebmachers Wappenbuch
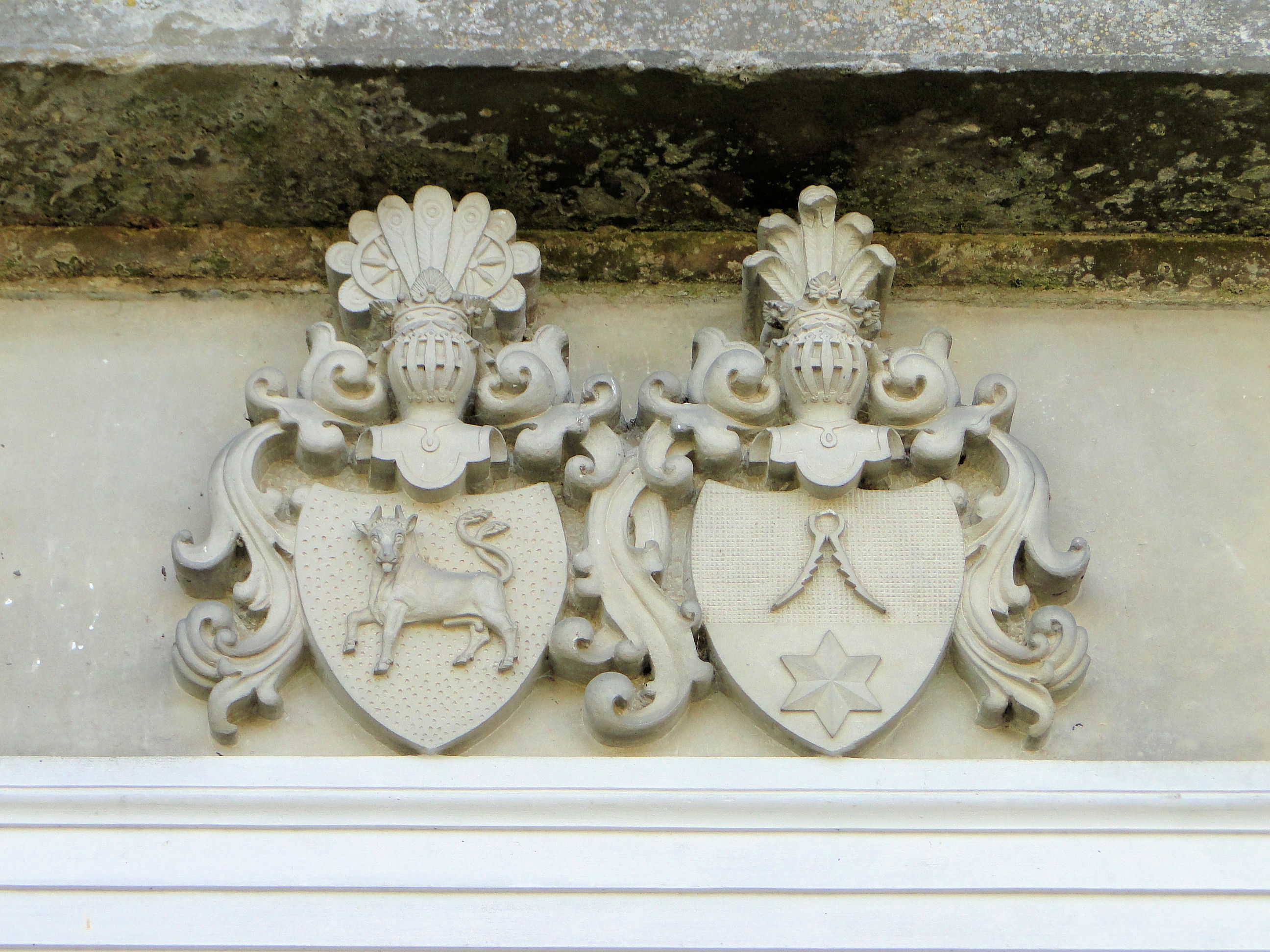
Wappen der Carnap und Plessen über dem Portal des Herrenhauses Reez

- Blasonierung des vermehrten Wappens derer von Carnap-Bornheim von 1845: Schräg quadriert mit silbernem Herzschild, in dem ein schwarzer, gekrönter Adler. Oben und unten in Schwarz die silberne Pferdepramme, rechts und links in Silber der goldene Stern. Drei gekrönte Helme mit schwarz-silbernen Decken: I. und III. fünf schwarz-silbern wechselnde Straußenfedern, II. der Adler des Herzschildes.[13]

- Vermehrtes Wappen derer von Carnap-Bornheim von 1845[14]

- Blasonierung des Freiherrenwappens derer von Carnap-Quernheim von 1864: Roter Schild quadriert mit silbernem Mittelschild, worin ein roter Balken (Stammwappen Quernheim). Felder 1 und 4 drei (2:1) silberne Glöckchen mit jeweils drei Klöppeln, Felder 2 und 3 zwei ins Andreaskreuz gelegte silberne Pfeile, bedeckt mit einem silbernen pfahlweise stehenden Hammer. Auf dem gekrönten Helm ein offener, silberner Flug mit dem roten Balken. Die Helmdecken sind rot-silbern.[15]

- Wappen derer von Carnap-Quernheim[16][17]

## Weitere Literatur
- Herbert M. Schleicher: Ernst von Oidtman und seine genealogisch-heraldische Sammlung in der Universitäts-Bibliothek zu Köln, Band 3 (Mappe 148–246, Brienen–Cob von Nudingen), In: Veröffentlichungen der Westdeutschen Gesellschaft für Familienkunde e. V., Nr. 63, Köln 1992, ISSN 0172-1879, S. 348–353.